# 吴若秋
吴若秋（1927年9月—），男，贵州清镇人，中华人民共和国神经外科专家、政治人物，贵阳医学院附属医院教授，曾任贵州省政协副主席。